# Lophanthera longifolia
Lophantera longifolia é uma árvore, da família Malpighiaceae, endêmica da Floresta Amazônica.
Ela é presente na Bolívia, no Brasil, na Colômbia, na Guiana, no Peru e na Venezuela, em vegetação do tipo Floresta Ombrófila.
Ela foi inicialmente descrita pelo botânico alemão Karl Sigismund Kunth em 1821 tendo como basiônimo Galphimia longifolia e posteriormente teve sua classificação alterada devido ao trabalho do botânico, tembém alemão, August Heinrich Rudolf Grisebach em 1858 tendo sido nomeada como L. longifolia.

## Morfologia

### Geral
A L. longifolia tem porte arbustivo ou de arvoreta e atinge de um a dez metros de altura.

### Folha
Sua lâmina foliar possui formato obovado com estreitamento na base, ápice acuminado ou agudo, margem levemente revoluta e atinge dimensões de doze a trinta por quatro a dez centímetros de comprimento e largura respectivamente.
A face adaxial é glabra ou esparsamente seríceo na nervura principal.
A face abaxial possui usualmente muitas glândulas pequenas impressas, pelo menos nas nervuras e é esparsamente serícea.
Seu pecíolo possui usualmente de duas a quatro glândulas, é seríceo e atinge de um a três milímetros de comprimento.
Suas estípulas são quase completamente conadas ou bidentadas no ápice e atingem de seis a dez milímetros de comprimento.

### Inflorescência
Sua inflorescência é pêndula, possui tirso de cincínios com uma a quatro flores e atinge de  12 a 35 centímetros de comprimento.
O pedúnculo principal atinge de 2,5 a 11 milímetros de comprimento.
As brácteas são triangulares e atingem de dois a quatro milímetros de comprimento.
As bractéolas são triangulares uma delas possui uma glândula pedunculada, e atingem de meio a um milímetro de comprimento.
O pedicelo é seríceo e atinge de três a oito milímetros de comprimento.
As sépalas são todas biglandulares, são seríceas a glabras na face abaxial e estendem-se de 2,0 a 2,5 milímetros além das glândulas.
As pétalas são glabras, possuem coloração amarela e atingem de cinco a oito milímetros de comprimento.
Os estames possuem filetes que atingem de um e meio a três milímetros de comprimento.
As anteras atinge de dois a dois e meio milímetros de comprimento e possuem alas laterais de meio milímetro de largura.
A parte feminina da flor possui ovário glabro de um e meio a dois milímetros de comprimento e estiletes de três e meio a quatro e meio milímetros de comprimento.
Seu fruto é uma tricoca subcilíndrica, glabra, de sete a nove por três a quatro milímetros de comprimento por diâmetro respectivamente, com aerênquima na porção proximal e semente na porção distal.